# Pinkel

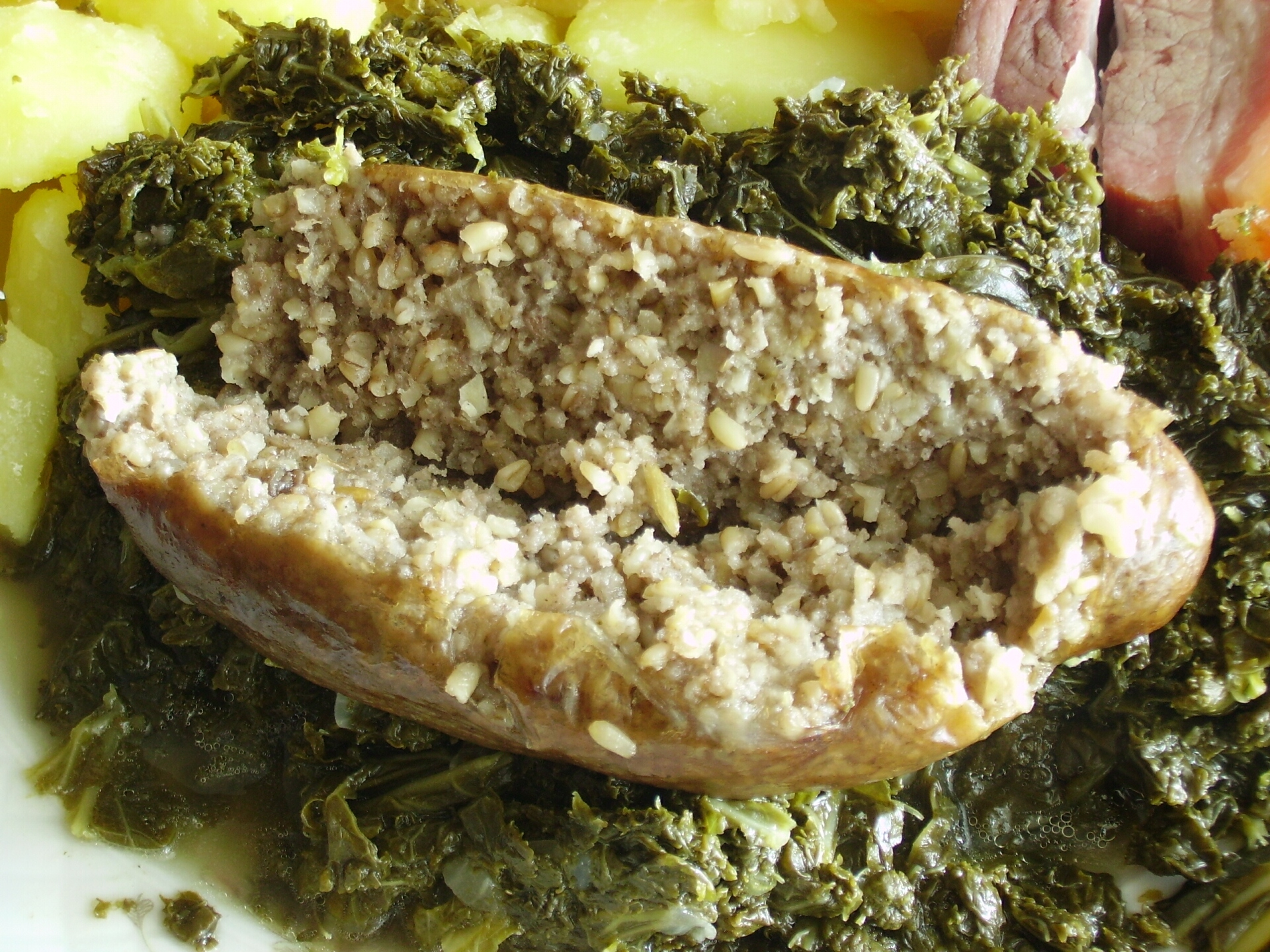
Aufgeschnittene Pinkel (auf zubereitetem Grünkohl)

Pinkel (auch Pinkelwurst) ist eine geräucherte, grobkörnige Grützwurst, die in Nordwestdeutschland, besonders in der Gegend um Oldenburg und Bremen sowie in Ostfriesland, hauptsächlich zu Grünkohl verzehrt wird, während in östlicheren Gebieten Norddeutschlands eher Bregenwürste zu dem traditionellen landestypischen Grünkohlgericht gehören. Bei dem vor allem in Nordwestdeutschland verbreiteten Gericht Grünkohl und Pinkel, teils als Kohl und Pinkel und in Bremen auch als Braunkohl und Pinkel bezeichnet, hat die Pinkel, obwohl in der Regel nicht die einzige Zutat aus Fleisch, Eingang in den Namen dieser Traditionsgerichte gefunden.
Außerdem wird Pinkel in Norddeutschland teils in Eintopfgerichten verwendet, vor allem bei deftigen „Wintergerichten“ und meist zusammen mit weiteren Fleischeinlagen.

## Namensdeutung
Es gibt verschiedene Namensdeutungen, die die Bezeichnung allerdings weder mit „pinkeln“ (für urinieren) noch mit dem „feinen Pinkel“ (für einen eitlen Menschen) in Verbindung bringen. Der Ausdruck Pinkel (auch Püngel oder Pünkel) bedeutete vielmehr zusammengedrängte Masse oder kurzer, dicker Gegenstand und hat möglicherweise seine Weiterentwicklung zu Bündel gefunden. Ähnlich ist die Deutung, die sich von Pinker für den Mastdarm (hier: Rindermastdarm) ableitet, der traditionell bis heute als Wursthülle verwendet wird.
Nach dem Wörterbuch von 1768 kommt Pinkel von Mastdarm und damit auch der Name der Wurst.
Andere Deutungen leiten den Begriff vom ostfriesischen pink für Penis beziehungsweise vom englischen pinkie (oder niederländischen pink) für den kleinen Finger ab.

## Herstellung

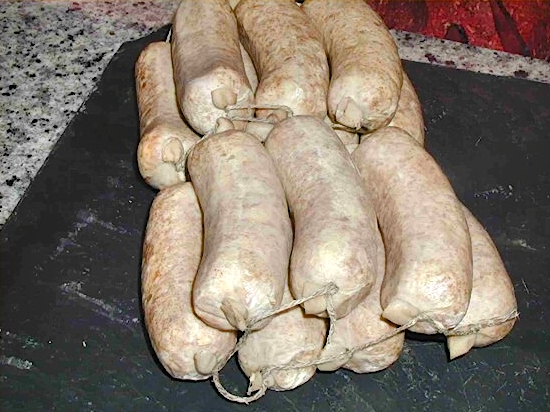
Frisch hergestellte Pinkel als Saisonangebot am Fleischtresen

Pinkel besteht im Wesentlichen aus Schweinefleisch, Speck, Grütze von Hafer oder Gerste, Rindertalg, Schweineschmalz, Zwiebeln, Salz, Pfeffer und anderen Gewürzen in regional wechselnden Zusammensetzungen. Im Unterschied zur Bremer Pinkel, die nur Speck und kein Fleisch enthält, werden im Raum nordwestlich von Bremen Rezepturen mit Fleischanteil (und anderen Würzungen) bevorzugt. Diese werden meist als Fleisch-Pinkel, Oldenburger Pinkel oder Ammerländer Pinkel bezeichnet. Traditionell wird Pinkel in verzehrbare Schweine-Dünndärme (enger Schweinedarm, Schweinesaitling) oder auch Rindermastdärme gefüllt, während heute auch essbare Kunstdärme (Kollagendärme) als Wurstpelle verwendet werden.
Die portionsweise abgedrehten und etwa im Dutzend oder mehr miteinander verbundenen Pinkelwürste werden geräuchert und getrocknet. Zum Räuchern werden meist Buchenholzspäne verwendet, damit die Pinkel ein mildes Raucharoma erhalten. Während der „Grünkohlsaison“ im Winterhalbjahr gehören Pinkelwürste in den norddeutschen „Grünkohlregionen“ zum traditionellen Angebot von lokalen Fleischereien sowie am Fleischtresen von Supermärkten, oder sie werden von regionalen Fleischfabriken als Saisonware hergestellt und gelangen, heute meist vakuumverpackt, in den Handel.

## Regionale Verwendung und Verbreitung
Pinkel gehört traditionell zu Grünkohlgerichten und ist hauptsächlich in Nordwestdeutschland verbreitet, aber auch im übrigen Norddeutschland sowie in Westfalen bekannt. Inzwischen ist Pinkel als Bestandteil von Grünkohlgerichten gelegentlich auch in anderen Regionen Deutschlands anzutreffen, insbesondere im Zuge der zunehmenden Erlebnisgastronomie bei Aktions- und Spezialitätenangeboten wie z. B. „Grünkohl satt – auf norddeutsche Art“ etc. Eine regional vergleichbare Kochwurst ist die Schlesische Grützwurst, die jedoch feiner ist und Innereien beinhaltet.

## Grünkohl und Pinkel, Brauchtum

### Grünkohl und Pinkel
Bei Grünkohl und Pinkel bzw. Kohl und Pinkel, in Bremen Braunkohl und Pinkel, handelt es sich um ein besonders nahrhaftes und fettes Gericht, zu dem in der Regel noch weitere geräucherte Fleischzutaten wie Kochwürste, fetter gestreifter Speck, Kassler oder (seltener) Rippchen gereicht werden. Als Beilage sind Salzkartoffeln oder Bratkartoffeln verbreitet. Traditionell wird das Gericht mit einer Portion Senf serviert. Als Getränk werden dazu meist ein einheimisches bzw. norddeutsches Bier, in der Regel Pils und dazu gerne auch ein „Schnaps“ wie Weizenkorn einfach oder doppelt gebrannt oder Aquavit gereicht. Als Nachtisch kommt oft Rote Grütze oder Bremer Rote Grütze auf den Tisch.
Pinkelwürste lässt man eine Weile zusammen mit dem Kohl garen. „Kenner“ geben zusätzlich etwa zur Hälfte der Garzeit des Grünkohls eine oder je nach Kohlmenge auch mehrere, aufgeschnittene und von der Pelle befreite Pinkelwürste unter die Kohlmasse, um diese damit zu würzen sowie mit geschmacksverstärkendem Schweineschmalz anzureichern.
Gelegentlich sind auch einfachere Grünkohlgerichte, bei denen Pinkel als alleinige Fleischzutat zu Grünkohl gereicht wird, anzutreffen.

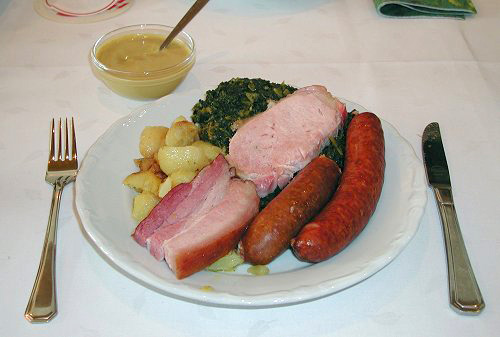
Typisches Grünkohlgericht mit Bratkartoffeln, Pinkel (mittig) sowie Kochwurst, Kassler und Speck, dazu Senf
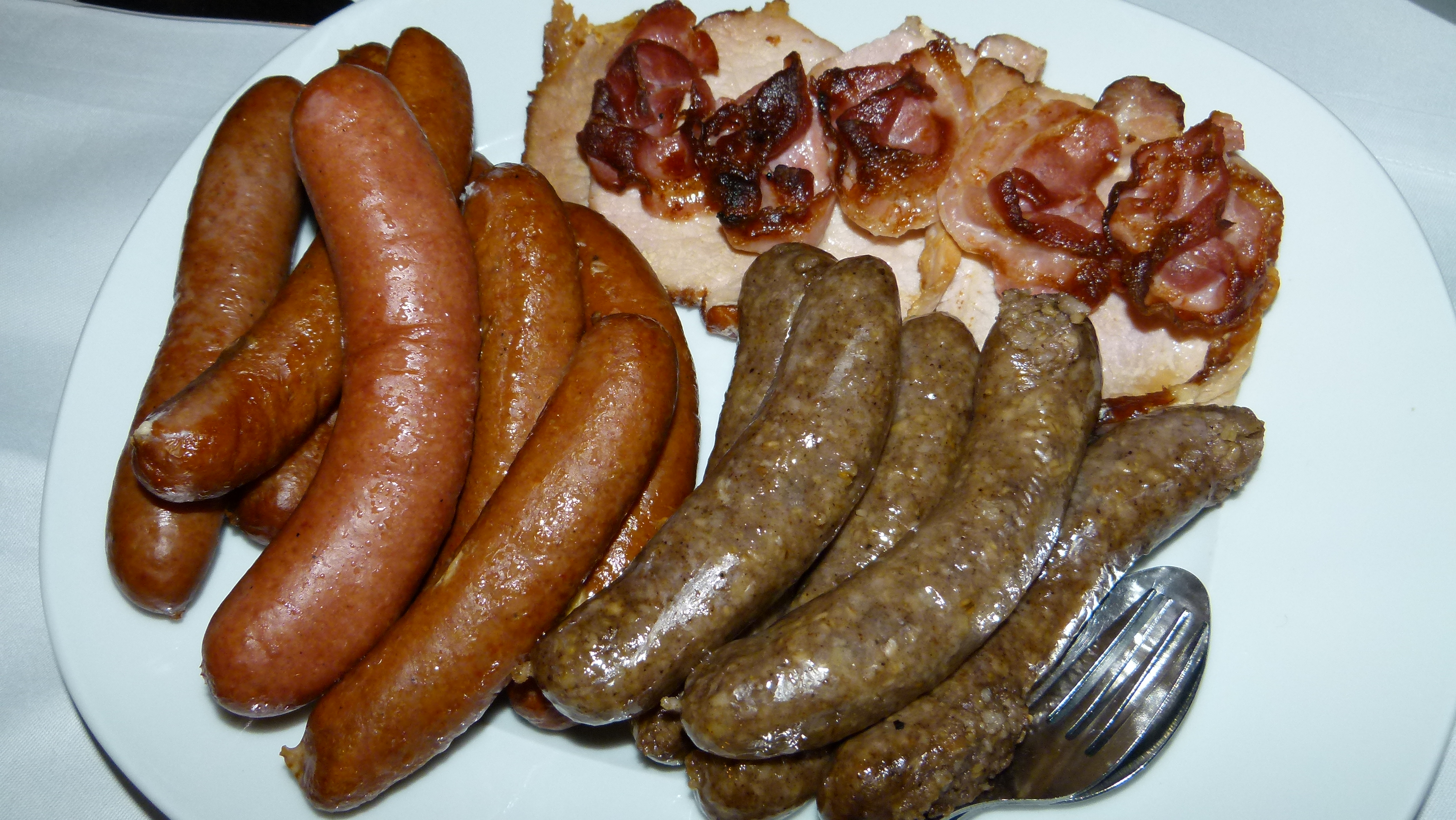
Fleischangebot zu Grünkohl (hier in Sachsen): Pinkel (rechts) sowie Kamenzer, krosser Speck und Kassler
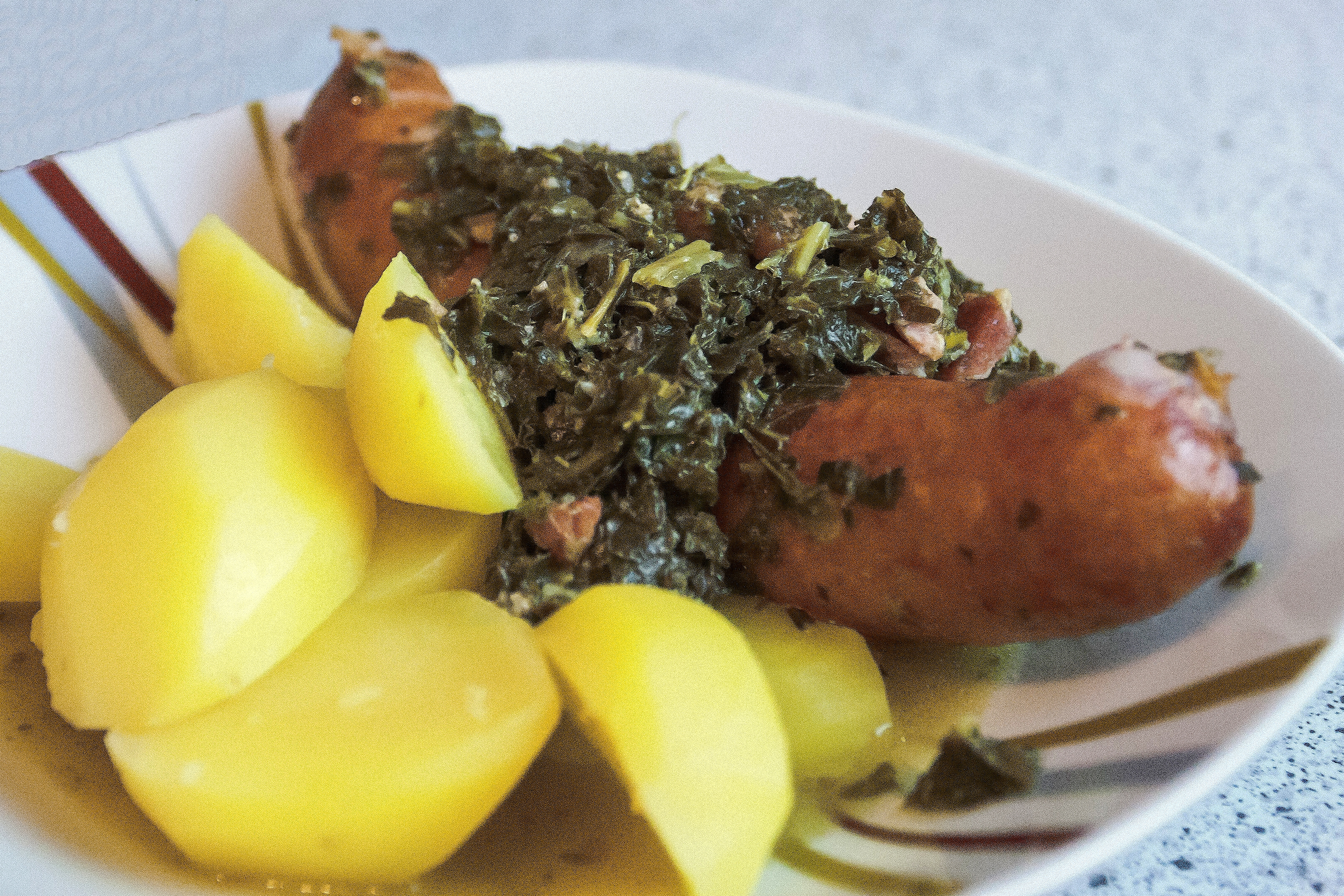
Einfacheres Grünkohlgericht nur mit Pinkel (hier Ammerländer Pinkel), sowie mit Salzkartoffeln als Beilage

### Kohlfahrten

„Kohlfahrt“-Gruppe am Bremer Marktplatz, die von dort aus zu ihrer „Kohl-und-Pinkel-Tour“ startet

Die sogenannten „Kohl-und-Pinkel-Touren“ (auch „Kohlfahrten“) von Familien, Freunden und Bekannten sowie von Belegschaften und Vereinen etc. haben vor allem in Nordwestdeutschland als winterliche Ausflüge zu Landgasthöfen Tradition. Besonders in und um Bremen sowie im Oldenburger Land sind sie sehr beliebt. Nach der Tour kommt traditionell Grünkohl mit Pinkel (und weiteren Fleischzutaten) auf den Tisch. Als Begründer der Tradition gilt der 1859 gegründete Oldenburger Turnerbund.
Ebenso ist es insbesondere im Bremer Umland üblich, dass ganze Gruppen bei der Hinfahrt zu den dörflichen Gaststätten noch die letzte Etappe zu Fuß bewältigen und dabei auf den Wegen über Land abwechselnd mit einem großen Spielwürfel (meist aus Schaumstoff) den Weg entlang würfeln und bei jeder geworfenen „1“ einen Schluck von den mitgebrachten Alkoholika zu sich nehmen, so dass die Stimmung bereits vor dem Erreichen der Lokalitäten kräftig „angeheizt“ wird. In einigen Gegenden wie im Oldenburger Land und in Ostfriesland wird vorm Grünkohlessen oft auch ein Boßeln-Wettstreit ausgetragen.
Beim nachfolgenden Kohl- und Pinkelessen bekommt dann derjenige, der am längsten speist, einen sogenannten „Fressorden“ (meist ein „Orden“ aus einem ausgekochten Unterkiefer eines Schweines, der an einer um den Hals getragenen Kette befestigt ist). Es gilt als eine Ehre, diesen Orden zu erlangen, ähnlich dem eines Schützenkönigs; teils werden auf diese Weise auch ein „Kohlkönig“ oder ein „Kohlkönigspaar“ gekürt.